# Antologia
Antologia (gr. ἀνθολογία) – pojedyncza publikacja albo seria wydawnicza wydana drukiem lub cykl audycji radiowych bądź kolekcja nagrań płytowych itp. będąca wyborem dzieł lub ich fragmentów, kilku autorów, powiązanych określoną tematyką, dokonana według określonych zasad, opatrzona tytułem. Dla publikacji dzieł jednego autora stosuje się termin zbiór opowiadań.
Pojęcie to wywodzi się ze starożytnej Grecji. Greckie anthos oznacza „kwiat”, a lego „zbieram”, czyli dosłownie „zbiór kwiatów”. Tak Grecy nazywali zbiór drobnych utworów poetyckich, przede wszystkim epigramatów. Pierwszą antologię epigramatów stworzył około 60 p.n.e. Meleager z Gadary, nadając jej tytuł Wieniec. Zawarł w niej, oprócz swojej twórczości, wybrane epigramaty czterdziestu ośmiu innych greckich poetów i poetek.
Do najważniejszych antologii w dziejach należą:
- grecka Antologia palatyńska,
- łacińska Carmina burana,
- portugalska Cancioneiro Geral[3] Garcii de Resende,
- angielska Tottel's Miscellany,
- chińska Księga Pieśni,
- japońska Księga dziesięciu tysięcy liści[4].